# Through the Wall (film 1916)
Through the Wall è un film muto del 1916 diretto da Rollin S. Sturgeon.
La sceneggiatura si basa sul romanzo Through the Wall di Cleveland Moffett pubblicato a New York nel 1909.

## Trama
Felix Heidelmann è un criminale, maestro nei travestimenti. Fingendosi ricco, sposa la vedova Kittredge. Convince quindi la moglie a partecipare a una crociera insieme alla figlia Alice. L'imbarcazione viene affondata da un siluro e la signora Kittredge muore. Alice, traumatizzata, perde la memoria e Felix, facendosi chiamare Mr. Groaner, si fa passare per il padre della ragazza. Per proteggere la sua nuova identità, spara a Martinez, lo zio di Alice, che l'ha riconosciuto e fa incolpare del delitto Lloyd, il fratello della giovane. Le disavventure della povera Alice, tenuta prigioniera da Felix, finiranno quando sarà liberata da Paul Stanton, un investigatore che riuscirà a mettere le mani sui diari del criminale che svelano il suo passato.

## Produzione
Il film fu prodotto dalla Vitagraph Company of America.

## Distribuzione
Distribuito dalla Greater Vitagraph (V-L-S-E), il film uscì nelle sale cinematografiche statunitensi il 2 ottobre 1916. In Danimarca, il titolo venne tradotto in New Yorks farligste Mand.